# Peebles (Ohio)
Peebles és una població dels Estats Units a l'estat d'Ohio. Segons el cens del 2000 tenia 1.739 habitants.

## Demografia
Segons el cens del 2000, Peebles tenia 1.739 habitants, 705 habitatges, i 456 famílies. La densitat de població era de 554,9 habitants per km².
Dels 705 habitatges en un 31,9% hi vivien nens de menys de 18 anys, en un 44,4% hi vivien parelles casades, en un 13% dones solteres, i en un 35,3% no eren unitats familiars. En el 31,8% dels habitatges hi vivien persones soles el 15,5% de les quals corresponia a persones de 65 anys o més que vivien soles. El nombre mitjà de persones vivint en cada habitatge era de 2,43 i el nombre mitjà de persones que vivien en cada família era de 3,04.
Per edats la població es repartia de la següent manera: un 27,6% tenia menys de 18 anys, un 9% entre 18 i 24, un 26,5% entre 25 i 44, un 20,5% de 45 a 60 i un 16,4% 65 anys o més.
L'edat mediana era de 36 anys. Per cada 100 dones de 18 o més anys hi havia 85,7 homes.
La renda mediana per habitatge era de 21.250 $ i la renda mediana per família de 25.365 $. Els homes tenien una renda mediana de 27.500 $ mentre que les dones 19.375 $. La renda per capita de la població era de 12.326 $. Aproximadament el 25,1% de les famílies i el 28,2% de la població estaven per davall del llindar de pobresa.

## Poblacions més properes
El següent diagrama mostra les poblacions més properes.